# Sass (Film)
Sass ist ein Spielfilm von Carlo Rola und feierte am 27. September 2001 Premiere. Er erzählt die Geschichte der Brüder Sass, zweier Berliner Einbrecher, die in der Weimarer Republik große Popularität erlangten. Die Handlung spielt in Berlin-Moabit und ist ansonsten nur grob authentisch.

## Handlung
Die Brüder Franz und Erich Sass wachsen in ärmlichen Verhältnissen auf. Erich spezialisiert sich zusammen mit seinem Bruder Franz auf das Knacken von Tresoren. Erich gibt das Geld mit vollen Händen aus. Inzwischen ist auch die Polizei auf die Brüder aufmerksam geworden. Verfolgt vom Kriminalsekretär Fabich geraten sie immer tiefer in kriminelle Kreise. Ein Adolf genannter Mann verlangt von den Brüdern Sass, dass sie für ihn arbeiten sollen. Er erpresst sie und lässt ihren Vater zu Tode prügeln. Darauf stimmen die Brüder einer Zusammenarbeit zu. Adolf allerdings plant, die beiden nach dem Coup umbringen zu lassen. Die beiden Brüder können sich retten; auch vor der Polizei, die ihnen noch während ihres Bankeinbruches auf die Schliche kommt, können sie fliehen.
Daraufhin tauchen sie in Venedig unter und beschaffen sich falsche Pässe. Sonja Weiss, in die sich Franz bereits in Berlin verliebt hatte, besucht die beiden. Sonjas Mann Leon taucht in Venedig auf und sympathisiert mit den Brüdern. Die Brüder planen einen erneuten Raubzug auf die Diskonto-Bank. Kriminalsekretär Fabich versucht, Franz von dem Raub abzubringen. Die Brüder lassen sich jedoch nicht von ihrem Vorhaben abbringen und graben einen Tunnel zum Tresorraum. Die Polizei erfährt von den Aktivitäten und flutet den Tunnel mit Wasser, so dass die Brüder fast ertrinken. Franz und Erich geben nicht auf und gelangen bis in den Tresorraum, wo sie reiche Beute machen. Gleich am nächsten Morgen fliehen sie.
Sie werden angeklagt, aber wegen fehlender Beweise freigesprochen. Sonja hat die Trauer um ihren verstorbenen Mann überwunden und kommt Franz wieder näher. Zusammen planen sie die Flucht in die USA. Bei der Planung werden die beiden Brüder von Nazis angeschossen. Erich stirbt sofort. Fabich kommt und sieht Franz an, der gibt ihm einen Schein, bevor auch er stirbt. Fabich öffnet das Bankschließfach, darin ist ein Großteil der Beute. Fabich trifft sich mit Sonja und gibt ihr das Geld. Zuvor hat er sich einen Teil genommen und flieht danach nach Dänemark.

## Kritik
Das Lexikon des internationalen Films urteilte, dass „die uninspirierte Machart“ des Filmes nicht „durch die teure Ausstattung und die durchaus achtbaren darstellerischen Leistungen […] aufgewogen“ würde. Der Off-Kommentar sei zudem „ungeschickt“ eingesetzt und „zwischen Anspruch und Umsetzung“ des Filmes klaffe „ein Riss, der den Film ins Kolportagehafte kippen lässt“.
Die Deutsche Film- und Medienbewertung FBW in Wiesbaden verlieh dem Film das Prädikat „wertvoll“.

## Trivia
Otto Sander war der Stiefvater von Ben Becker, im Film spielen sie Vater und Sohn.